# Benzalchlorid
Benzalchlorid ist eine chemische Verbindung aus der Gruppe der aromatischen Halogenkohlenwasserstoffe. Es handelt sich um ein Toluolderivat, bei der die Methylgruppe chlorsubstituiert ist. Benzalchlorid ist eine an Luft schwach rauchende farblose Flüssigkeit.

## Gewinnung und Darstellung
Benzalchlorid kann durch radikalische Chlorierung (radikalische Seitenkettenhalogenierung) von Toluol über Benzylchlorid dargestellt werden, wobei auch Benzotrichlorid entsteht.
Bei einer optimierten Reaktionsführung (man arbeitet unterhalb des Siedepunktes von Benzalchlorid und chloriert unter photochemischen Bedingungen in der Gasphase) entsteht jedoch praktisch nur Benzalchlorid.

## Eigenschaften

### Chemische Eigenschaften
Durch Hydrolyse von Benzalchlorid entsteht Benzaldehyd:
Mit starken Basen bildet sich Phenylcarben.

### Sicherheitstechnische Kenngrößen
Benzalchlorid bildet bei höherer Temperatur entzündliche Dampf-Luft-Gemische. Die Verbindung hat einen Flammpunkt bei 88 °C. Die untere Explosionsgrenze (UEG) liegt bei 1,1 Vol.‑% (75 g/m3). Die Zündtemperatur beträgt 525 °C. Der Stoff fällt somit in die Temperaturklasse T1.

## Verwendung
Benzalchlorid wird zur Herstellung von Benzaldehyd, Zimtsäure und anderen verwendet.

## Nachweis
Benzalchlorid kann in Luft nach Anreicherung und Thermodesorption mittels Gaschromatographie mit Flammenionisationsdetektor nachgewiesen werden.